# Barisán de Ibelín
Barisán de Ibelín (muerto en 1150) fue una figura importante en el Reino Cruzado de Jerusalén y fue el ancestro de la familia Ibelín. Su nombre también se pronunciaba como Balián y se le conoce como Balián el Viejo, para diferenciarlo de su hijo.

## Barisán en la historia
Barisán probablemente fuera originario del norte de Italia, sin embargo no se sabe nada de él hasta antes de 1115, cuando  guardián del condado de Jaffa, en Tierra Santa. En 1134, cuando Hugo II de Le Puiset, conde de Jaffa, se rebeló contra el rey Fulco de Jerusalén, Barisan apoyó al rey y pronto se volvió principal en su corte.
En 1141 fue nombrado señor del nuevo castillo de Ibelín, localizado en el condado de Jaffa, entre la ciudad de Jaffa y el fuerte de Ascalón. En 1148 Barisán heredó el señorío de Ramla (actual Ramala), a través de su esposa Helvis, hija de Balduino de Ramla. Ese año, Barisán estuvo presente en el concilio de Acre luego de la llegada de la Segunda Cruzada, en la que se decidió el ataque a Damasco.
Con Helvis, Barisán fue el padre de Hugo, Balduino, Barisán, Hermengarda y Estefanía. El joven Barisán se hizo conocido como Balián, o Balián el Joven. Barisán murió en 1150 e Ibelín fue heredado por Hugo. Helvis luego se casó con Manasses, guardián de Jerusalén.

## Barisán en la ficción
Una versión ficticia de Barisán de Ibelín fue personaje principal de la película del año 2005 Kingdom of Heaven (El reino de los cielos en España, Cruzada en Hispanoamérica), con Orlando Bloom. Fue interpretado por Liam Neeson; allí se llama Godofredo. Él regresa a Europa para buscar a su hijo natural y lo llama a seguirlo a Tierra Santa para reclamar su título de noble y encontrar perdón a sus pecados.